# Malcolm McDowell

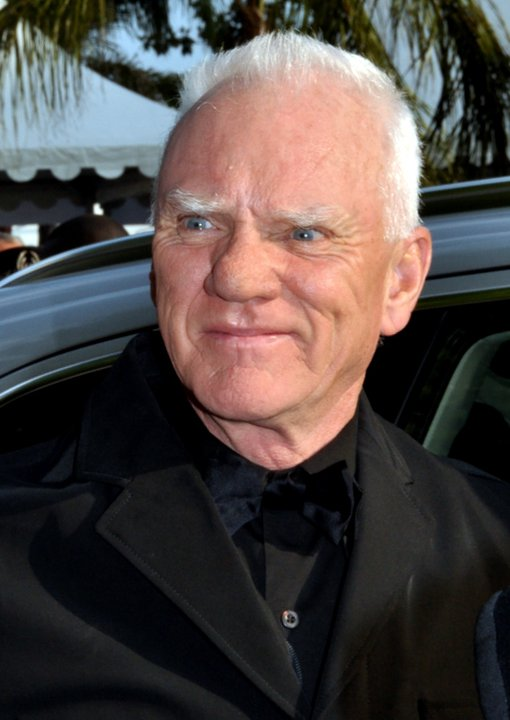
Malcolm McDowell, 2011

Malcolm McDowell (* 13. Juni 1943 in Horsforth als Malcolm John Taylor) ist ein britischer Schauspieler, der im Jahr 1971 durch seine Hauptrolle in Stanley Kubricks Filmklassiker Uhrwerk Orange bekannt wurde. Als Schauspieler wirkte er in mehr als 250 Produktionen mit, darunter auch in diversen B-Filmen sowie bei Synchronarbeiten.

## Leben und Werk
Malcolm McDowell arbeitete zunächst im Pub seiner Eltern, Edna und Charles Taylor; später war er Kaffeeverkäufer. Er studierte an der Londoner Academy of Music and Art.

### Werk
Als Schauspieler trat Malcolm McDowell erstmals 1964 in der Fernsehserie Crossroads auf; sein Filmdebüt gab er 1967 in Ken Loachs Sozialdrama Poor Cow – Geküßt und geschlagen. Seine Szenen wurden allerdings aus der Endfassung herausgeschnitten. Seine bekanntesten Rollen waren 1971 die Hauptfigur Alex in Uhrwerk Orange (A Clockwork Orange) und 1979 die Titelrolle im Skandalfilm Caligula. Für seine Rolle in Uhrwerk Orange war McDowell für einen Golden Globe nominiert. Im Horrorfilm Katzenmenschen von 1982 verkörpert McDowell an der Seite von Schauspielerin Nastassja Kinski einen mysteriösen Mann, der sich nachts in einen schwarzen Leoparden verwandelt und fremde Frauen zerfleischt. Im Jahr 1993 spielte er an der Seite von Tahnee Welch und Hugh Grant im Thriller Night Train to Venice.
Im Jahr 2007 spielte er in Halloween, einem Remake von John Carpenters Halloween – Die Nacht des Grauens die Rolle des Psychiaters Dr. Sam Loomis. Im Film Star Trek: Treffen der Generationen spielte er den Wissenschaftler Dr. Soran, der im Finale des Films Captain Kirk tötet. Einen kleinen Auftritt als Geschichtenerzähler hatte er in der Episode Große Erwartungen der Serie South Park. McDowell wird meistens von Wolfgang Condrus synchronisiert.
Seit 2011 moderiert er bei Fangoria einmal pro Monat die 45-minütige Radio-Drama-Kurzgeschichten-Serie Deadtime Stories, die auch als Podcast erscheint.
Im Jahr 2012 wurde McDowell auf dem Hollywood Walk of Fame mit einem Stern in der Kategorie Film (bei der Adresse 6714 Hollywood Boulevard) geehrt. 

### Privates
- McDowell war in erster Ehe von 1975 bis 1980 mit der Schauspielerin Margot Bennett verheiratet. Seine zweite Ehefrau war von 1980 bis 1990 die Schauspielerin Mary Steenburgen. Aus dieser Ehe gingen zwei Kinder hervor, die Schauspielerin Lilly McDowell (* 1981) und der Regisseur Charlie McDowell (* 1983). Seit 1991 ist er mit Kelley Kuhr verheiratet. Aus dieser Ehe gingen drei weitere Kinder hervor. Die Familie lebt in Ojai, Kalifornien.
- McDowell ist der Onkel des Schauspielers Alexander Siddig, der als Dr. Julian Bashir eine Hauptrolle in der Serie Star Trek: Deep Space Nine spielte.
- Anfang der 1980er Jahre unterzog sich McDowell wegen Alkohol- und Kokainsucht einer Entziehungskur.

## Filmografie (Auswahl)

### Kinofilme
- 1968: If … (if …)
- 1970: Im Visier des Falken (Figures in a Landscape)
- 1971: Der wütende Mond (Alternativtitel TV: Rosen im Winter) (The Raging Moon)
- 1971: Uhrwerk Orange (A Clockwork Orange)
- 1973: O Lucky Man
- 1975: Royal Flash
- 1976: Schlacht in den Wolken (Aces High)
- 1976: Reise der Verdammten (Voyage of the Damned)
- 1979: Flucht in die Zukunft (Time After Time)
- 1979: Pass des Todes (The Passage)
- 1979: Caligula (Caligola)
- 1982: Katzenmenschen (Cat People)
- 1982: Britannia Hospital
- 1983: Get Crazy
- 1983: Das fliegende Auge (Blue Thunder)
- 1983: Cross Creek
- 1985: Gulag
- 1987: The Caller
- 1988: Sunset – Dämmerung in Hollywood (Sunset)
- 1990: Moon 44
- 1990: Die Klasse von 1999 (Class of 1999)
- 1991: Der Zarenmörder (Zareubijza, The Assassin of the Tsar)
- 1992: The Player
- 1993: Night Train to Venice (Train to Hell)
- 1993: Bopha! – Kampf um Freiheit (Bopha!)
- 1994: Star Trek: Treffen der Generationen (Star Trek Generations)
- 1994: Taschengeld (Milk Money)
- 1994: Wing Commander III – Heart of the Tiger
- 1995: Fist of the North Star
- 1995: Tank Girl
- 1996: Die kleinen Reiter (The little Riders)
- 1996: Wing Commander IV – The Price of Freedom
- 1997: Alex und das Zauberschwert (Kids of the Round Table)
- 1997: Mr. Magoo
- 1997: Dark Ocean – Eine Reise in den Tod (2103: The Deadly Wake)
- 1997: Lexx – The Dark Zone (Folge 1x04 Gigaschatten)
- 1998: Der Herr der Elfen (Beings)
- 1998: Blumen des Bösen (The Gardener)
- 1998: Jack the Ripper lebt (Love Lies Bleeding)
- 1998: Nazis: Die okkulte Verschwörung (Nazis: The Occult Conspiracy, Dokumentation, Erzähler)
- 1999: Y2K
- 2000: Gangster No. 1
- 2000: South Park (Folge 4x14 Große Erwartungen)
- 2001: Gwyn – Prinzessin der Diebe (Princess of Thieves)
- 2001: Dorian – Pakt mit dem Teufel (Dorian)
- 2001: Just Visiting
- 2001: The Barber – Das Geheimnis von Revelstoke (The Barber)
- 2001: The Void – Experiment außer Kontrolle (The Void)
- 2002: Zwischen Fremden (Between Strangers)
- 2002: I Spy
- 2003: Tempo
- 2003: The Company – Das Ensemble (The Company)
- 2003: Dead Simple (I’ll Sleep When I’m Dead)
- 2004: Hidalgo – 3000 Meilen zum Ruhm (Hidalgo)
- 2004: Bobby Jones – Die Golflegende (Bobby Jones: Stroke of Genius)
- 2004: Der Venedig Code (Tempesta)
- 2004: Reine Chefsache (In Good Company)
- 2004: Evilenko
- 2005: Mirror Wars: Reflection One (Zerkalnie voyni: Otrazhenie pervoye)
- 2005: Rag Tale
- 2006: King Tut – Der Fluch des Pharao (The Curse of King Tut’s Tomb)
- 2007: Halloween
- 2007: Krieg und Frieden (War and Peace)
- 2008: Doomsday – Tag der Rache (Doomsday)
- 2008: Bolt – Ein Hund für alle Fälle (Bolt, Stimme)
- 2009: Snuff (Kurzfilm)[3]
- 2009: Alarmstufe Rot 3: Der Aufstand (Red Alert: Uprising)
- 2009: Halloween II
- 2009: Suck – Bis(s) zum Erfolg (Suck)
- 2010: The Book of Eli
- 2010: DC Showcase (Stimme)
- 2010: Golf in the Kingdom
- 2010: Pound of Flesh
- 2010: Einfach zu haben (Easy A)
- 2010: Tom and Jerry Meet Sherlock Holmes (Videospielfilm, Stimme)
- 2010: Monster Butler
- 2010: Barry Munday – Keine Eier … keine Kinder! (Barry Munday)
- 2011: The Artist
- 2011: Suing the Devil
- 2012: Das Philadelphia Experiment – Reactivated (The Philadelphia Experiment)
- 2012: Silent Hill: Revelation
- 2012: Excision
- 2012: Silent Night – Leise rieselt das Blut (Silent Night)
- 2012: Vamps – Dating mit Biss (Vamps)
- 2013: The Employer
- 2014: The Secret – Ein tödliches Geheimnis (Free Fall)
- 2014: Professor Love (Some Kind of Beautiful)
- 2015: Bereave
- 2016: 31
- 2017: Death Race 2050
- 2018: Corbin Nash
- 2019: Bombshell – Das Ende des Schweigens (Bombshell)
- 2020: Truth Seekers
- 2020: The Big Ugly
- 2020: The Christmas Chronicles: Teil zwei (The Christmas Chronicles: Part II)
- 2021: She Will
- 2022: Father Stu
- 2022: Moving On
- 2024: Thelma – Rache war nie süßer (Thelma)

### Fernsehen
- 1964: Crossroads
- 1993: Der Mann, der niemals starb (The Man Who Wouldn’t Die, Fernsehfilm)
- 1994: Frasier (Folge 1x19, Stimme)
- 1996–1997: Pearl
- 1998: Fantasy Island
- 2005–2006, 2009–2011: Entourage (11 Folgen)
- 2006: Monk (Folge 4x10)
- 2006: Criminal Intent – Verbrechen im Visier (Law & Order: Criminal Intent, Folge 5x13)
- 2007–2008: Heroes (10 Folgen)
- 2008: Coco Chanel (2-Teiler)
- 2010: Hero Factory
- 2010, 2012: CSI: Miami (3 Folgen)
- 2010–2013: The Mentalist (5 Folgen)
- 2011: Psych (Folge 6x01 Shawn rettet Darth Vader)
- 2011–2014: Franklin & Bash (40 Folgen)
- 2012: Allein zu Haus: Der Weihnachts-Coup (Home Alone: The Holiday Heist, Fernsehfilm)
- 2014–2018: Mozart in the Jungle

### Videospiele
- 1994: Wing Commander III – Heart of the Tiger als Admiral Tolwyn
- 1996: Wing Commander IV – The Price of Freedom als Admiral Tolwyn
- 2008: Fallout 3 als Präsident John Eden (Stimme)
- 2014: The Elder Scrolls Online als Molag Bal (Stimme)
- 2015: "Call of Duty: Black Ops III" als Dr. Monty (Stimme)